# Anisodactylus carbonarius
Anisodactylus carbonarius es una especie de escarabajo de tierra del género Anisodactylus, categorizada en la tribu Harpalini, de la subfamilia Harpalinae.

## Distribución
Se distribuye por América del Norte: Estados Unidos y Canadá.

## Taxonomía
Fue descrita por Say en 1823.
Tratamiento taxonómico
La especie aparece registrada y publicada en Descriptions of insects of the families of Carabici and Hydrocanthari of LATREILLE, inhabiting North America. -. Transactions of the American Philosophical Society (New Series), 2: 1-109. (Philadelphia). (1823).